# A. C. Normann
Pour les articles homonymes, voir Normann.
Arnold Christian Normann, né le 23 mars 1904 à Hjerm (Danemark) et mort le 11 décembre 1978 à Elseneur (Danemark), est un homme politique danois membre du Parti social-libéral danois (RV), ancien ministre et ancien député au Parlement (le Folketing).